# La Barque de Dante (Delacroix)
Pour la reproduction de Manet, voir La Barque de Dante d'après Delacroix.
La Barque de Dante ou Dante et Virgile aux enfers est un des premiers tableaux d'Eugène Delacroix. Daté et signé 1822, il l'expose au Salon de la même année qui marquera son entrée officielle parmi les peintres. Bien que cette toile soit sujette à critique, l'État l'acquiert aussitôt.

## Réalisation
Le tableau a été peint pour le Salon de 1822. Selon Alexandre Dumas, Delacroix ne pouvait pas payer l'encadrement requis par le Salon ; il a donc eu recours aux services d'un charpentier de son immeuble, lequel a réalisé un simple cadre plat sur lequel le peintre a appliqué de la colle de poisson et une poudre d'or pour imiter les cadres dorés d'usage ; or ce cadre tombait en morceaux et le baron Gros, appréciant beaucoup le tableau, l'a fait remplacer par un véritable cadre afin qu'il soit bien mis en valeur au Salon.
Acheté par la direction des Musées royaux dès 1822 pour 2 000 francs, le tableau a été exposé au musée du Luxembourg du vivant de Delacroix, puis il est revenu au musée du Louvre en 1874.

## Thème
Extrait de la Divine Comédie, la scène représente la visite aux Enfers de Dante Alighieri accompagné de Virgile, leur passage sur le Styx dans la barque menée par Phlégias, roi des Lapithes. Il s'agit précisément du cinquième cercle de l'Enfer, celui des coléreux condamnés à demeurer dans les eaux boueuses du Styx.

## Description
Représentés sur la barque les menant aux enfers, les deux protagonistes (Dante est reconnaissable à sa coiffe médiévale rouge et Virgile à sa couronne de lauriers) occupent le milieu de la composition ; Phlégias, vu de dos, à droite, est enveloppé d'une étoffe bleue, maniant le gouvernail. Delacroix semble s'être inspiré du Torse du Belvédère (qu'il avait copié à partir d'un moulage en plâtre) pour peindre le dos de Phlégias.
Les eaux tumultueuses, les corps des damnés accrochés à la barque, le ciel sombre, la ville en feu sur la gauche, entourent les deux poètes bien éclairés au centre.

## Analyse
Cette toile annonce sans nul doute l'éclatante impétuosité de cet art tourmenté et lumineux que sera celui de Delacroix tout au long de sa vie. Si l'on perçoit dans le traitement des corps et le choix du sujet l'attachement à l'école classique, que Delacroix lui-même revendiquait, l'on y voit aussi toute la modernité que recèle cette œuvre (format, couleurs). Elle est un subtil mélange des deux servant de passerelle entre l'art classique et l'art nouveau qu'allait devenir le romantisme.
S'il est un thème prépondérant dans l'œuvre de Delacroix, c'est bien celui du combat. Pour Delacroix, peindre n'est que combat, un combat contre lui-même qu'il met en scène sans relâche. Cette première toile, du moins reconnue, en témoigne. Une barque prise d'assaut par les damnés, lesquels se rejettent les uns les autres pour y accéder. On remarquera le contraste entre, au fond, la lumière rouge de l'enfer et, au premier plan, la clarté blafarde des corps. Les personnages nus, alignés, ont les yeux écarquillés de peur et le visage déformé par la douleur. Dans cette tempête, debout sur la barque, Dante (avec son bonnet rouge) et Virgile observent la scène.
Autre thème qui va compter dans la vie du jeune peintre, le thème du frêle esquif pris dans la tempête. Il reprendra ce thème plus tard dans Le Naufrage de Don Juan et dans ses études de Le Christ sur le lac de Génésareth où le « lac », ressemblant plus à une mer déchaînée, prendra entièrement le pas sur un ciel réduit à une mince bande en haut du tableau.

## Accueil et postérité
Dès cette période, Adolphe Thiers, jeune avocat et critique d'art, devient un fervent défenseur de l'œuvre de Delacroix. Il dit de lui après avoir vu cette toile : « M. Delacroix a reçu le génie. » Il contribuera à la révélation du peintre Delacroix.  Delécluze, en revanche, n’y voit qu'une « tartouillade ».
Considérée comme une pièce maitresse de l'art par les peintres réalistes et impressionnistes, La Barque de Dante d’Eugène Delacroix a été copiée de nombreuses fois durant le XIXe siècle par de célèbres artistes. Ainsi Édouard Manet l’a reproduite deux fois entre 1854 et 1859, d'abord fidèlement (tableau exposé au Musée des beaux-arts de Lyon) puis avec sa touche personnelle impressionniste (exposé au Metropolitan Museum à New-York). Le peintre allemand Anselm Feuerbach l’a copiée vers 1852, le peintre français Adolphe-Félix Cals en a fait une copie hautement fidèle à la toile originale, et elle fut de nouveau fidèlement reproduite par Paul Cézanne vers 1864.
Dans son film The House That Jack Built (2018), Lars von Trier reprend la scène sous la forme d'un tableau vivant.